# Stoke Charity
Stoke Charity – wieś w Anglii, w Hampshire. W 1931 roku civil parish liczyła 111 mieszkańców.